# Прогулянка човном (Коровін)
Прогулянка човном — картина, котру створив російський художник Коровін Костянтин Олексійович (1861—1939).

## Опис твору
У човні на спокійній воді сидять двоє. Парубок заглибився в книгу. Молода дівчина в модній сукні уважно вдивляється в обличчя парубка. Дослідники вважають, що парубок читає вголос, а дівчина з шляхетної родини уважно його слухає. Водночас іде якесь обговорення, парубок покинув веслувати, човен прибився до берега, де ростуть дерева садибного парку. Глядач наче несподівано натрапив на прогулянку, дивиться трохи зверху крізь гілки дерева.
Відвідувачі садиби мали поводитися чемно, укладатися у вимоги гостювання, подавати панянкам знаки уваги, обережно розважати тощо. Єдині приводи бути в досить значній наближеності до панянок при збереженості шляхетного поводження на людях — танок в присутності шляхетного товариства, чаювання, прогулянка парком, прогулянка в човні. Саме дозволену прогулянку в човні і подав художник Коровін.

## Сюжет і моделі
Коровін, неодружений і веселий, полюбляв веселощі, товариство і відвідини панських провінційних садиб. Про це неодноразово згадували сучасники в мемуарах. Серед знайомих молодого художника і пані Якунчикова, теж художниця.
Якунчикова Марія Василівна (1870—1902) походила з забезпеченої родини і була володаркою садиби Введенське у Підмосков'ї. Її сестра — Наталя Якунчикова, була дружиною російського художника та викладача Московського художнього училищя Полєнова Василя Дмитровича.
Батько сестер Марії та Наталі — Якунчиков Василь Іванович, був володарем старовинної садиби «Черьомушки», котра увійшла в кордони міста Москви, була облямована радянськими багатоповерхівками, а район отримав назву за назвою дворянської садиби. Згодом назва так сподобалась, що породила моду на назви радянських мікрорайонів «Черьомушки» в різних кутах тодішнього СРСР.
Коровін подав в картині «Прогулянка човном» — самого себе. Для жіночої постаті позували то сама Марія Якунчикова, то її сестра Віра. Картина створена під час відвідин Костянтином Коровіним садиби Василя Полєнова в селі Жуковка, що поряд із річкою Клязьма. Окрім дозволених прогулянок Коровін створив тоді декілька інших картин, серед яких і картина — «За чайним столом».